# 3017 км
3017 км — железнодорожный разъезд как населённый пункт в Барабинском районе Новосибирской области. Входит в Шубинский сельсовет.

## Топоним
До 2017 года официальное название — Остановочная Платформа 3017 км, позже изменено, как и у других НП, областным законом (исключены слова «остановочная платформа»).

## География
Находится примерно в 1,5 км от озера Голдобинское.
Площадь населённого пункта — 4 гектара

## История
Населённый пункт появился при строительстве железной дороги. В селении жили семьи тех, кто обслуживал железнодорожную инфраструктуру разъезда.

## Население
| 2002 | 2007 | 2010 |
| ---- | ---- | ---- |
| 16   | ↗19  | ↘2   |

## Инфраструктура
В населённом пункте по данным на 2007 год отсутствует социальная инфраструктура.
Путевое хозяйство Западно-Сибирской железной дороги. 

## Транспорт
Автомобильный (просёлочные дороги) и железнодорожный транспорт.
Действует остановочный пункт 3017 км (платформа) (код 833567) на железнодорожной линии Тарская — Обь.